# Jakob Friedrich Kammerer
Jakob Friedrich Kammerer (* 24. Mai 1796 in Ehningen; † 4. Dezember 1857 in Ludwigsburg) war ein deutscher Ingenieur, Erfinder und Konstrukteur. Er entwickelte, produzierte und vertrieb Phosphorstreichhölzer, die Vorläufer der modernen Sicherheitsstreichhölzer.

## Leben
Kammerer war der Sohn von Johann Stephan Kammerer, der 1787 nach Ehningen gezogen war und Anna Margarete Sattler geheiratet hatte. 1810 siedelte die Familie nach Ludwigsburg um, wo Friedrich Kammerer 1815, nach dem Tod seines Vaters, das elterliche Siebmachergeschäft übernahm. Daneben gründete er noch eine Hutmacherei, für die er besondere Maschinen entwickelte, weswegen er im Ruf des Erfinders der fabrikmäßigen Herstellung von Seidenhüten stand. 1832 entwickelte er ein Phosphorreibestreichholz, einen Vorläufer des modernen Sicherheitsstreichholzes.

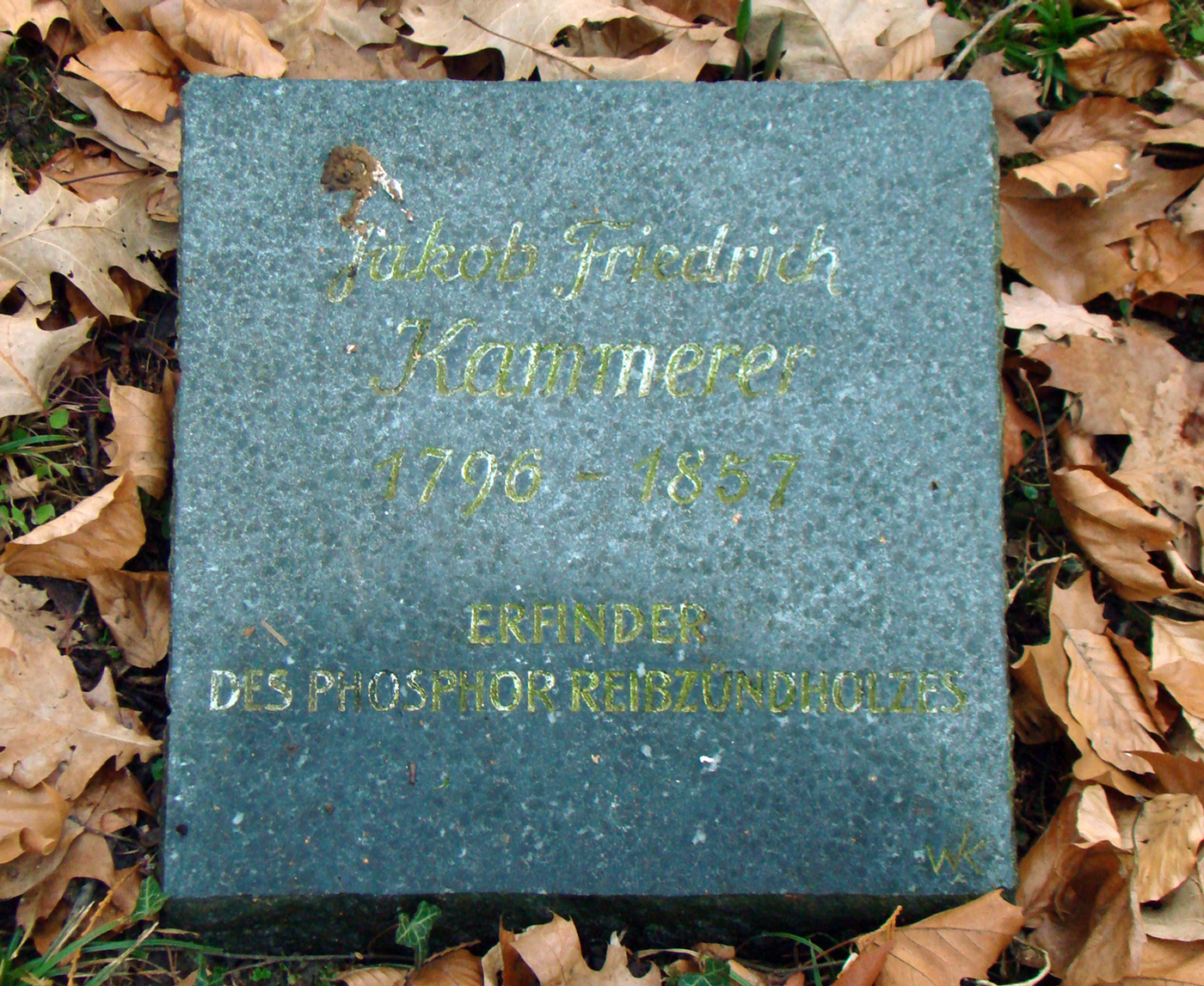
Grab von Jakob Friedrich Kammerer auf dem Alten Friedhof Ludwigsburg

Kammerer war politisch aktiv und stark antimonarchistisch eingestellt. Im Zuge seines politischen Engagements wurde er wegen Beteiligung an der Franckh-Koseritz’schen Verschwörung am 1. Juli 1833 auf dem Hohenasperg bei Ludwigsburg in Untersuchungshaft genommen und Ende Oktober des gleichen Jahres auf Kaution wieder freigelassen. Im Februar 1838 kam es zu erneuter Anklage und auch zu einer Verurteilung zu zwei Jahren Haft. Der Haft entzog sich Kammerer durch Flucht in die Schweiz, wo er sich in Riesbach bei Zürich niederließ. 1841 bezog er dort sein eigenes Fabrikgebäude, wo er seine Zündhölzer produzierte und in Europa vertrieb. Er kehrte 1847 nach Ludwigsburg zurück. In den folgenden Jahren erkrankte er an einer Nervenkrankheit und wurde 1854 in die Nervenheilanstalt in Schloss Winnental verbracht, wo die Diagnose „Verrücktheit“ erstellt wurde. Im Dezember 1855 erfolgte die Verlegung in die Dr. Kraus’sche Privatirrenanstalt in Ludwigsburg, wo er 1857 schließlich verstarb und am 7. Dezember  auf dem Alten Friedhof der Stadt beigesetzt wurde.
Die älteste Tochter Sophie († 1858) des als hochmusikalisch beschriebenen Kammerer erhielt eine Gesangsausbildung und wurde Opernsängerin mit internationalen Auftritten. Seine zweite Tochter Emilie Kammerer war die Mutter des Dichters und Dramatikers Frank Wedekind (1864–1918); sie hat – auch im Hinblick auf ihren Vater – aufschlussreiche autobiografische Aufzeichnungen hinterlassen.

## Ehrungen
- 1934: Enthüllung einer Gedenktafel am ehemaligen Wohnhaus Kammerers in der Heilbronner Straße 32, Ludwigsburg.
- 1980: Benennung der Grund- und Hauptschule in Kammerers Geburtsort Ehningen mit Friedrich-Kammerer-Schule (heute: Friedrich-Kammerer-Gemeinschaftsschule).
- 1983: Aufstellung einer Gedenktafel gegenüber der Friedrich-Kammerer-Schule in Ehningen.[6]
- 1995: Einrichtung einer kleinen Dauerausstellung im Obergeschoss des Rathauses der Gemeinde Ehningen.[7]
- 1996: Aufstellung der von Kurtfritz Handel geschaffenen Jakob-Friedrich-Kammerer-Büste im Zentrum von Ehningen.[8]

## Trivia
- Bei der Ausstellung „Ludwigsburger Denker, Dichter und Tüftler“, die vom 20. Mai bis 13. Juni 2009 im Breuningerland Ludwigsburg stattfand, wurde auch an Kammerer und das Zündholz erinnert.[9] Bei den als überdimensionale „historische“ Modelle gezeigten Zündhölzern ist freilich ein sachlicher Fehler unterlaufen: Kammerers frühe Zündhölzer hatten durch Beimischung von Indigo blau (nicht rot) gefärbte Köpfe.
- „Projekttheater XXL“ und das „Theater unter der Dauseck“, Oberriexingen, führten 2016/2017 in Ludwigsburg und Umgebung mehrfach das Stück „Zündstoff“ auf, in dessen Zentrum  Jakob Friedrich Kammerer steht.